# U.S. Route 46
U.S. Route 46 é uma autoestrada dos Estados Unidos.